# مدينة الأمير عبد العزيز بن مساعد الرياضية
مدينة الأمير عبد العزيز بن مساعد الرياضية، هو ملعب متعدد الأغراض يقع في حائل بالمملكة العربية السعودية، أنشأ في عام 1981 على مساحة 93000 م2. يستخدم حاليا في الغالب لمباريات كرة القدم وهو الملعب الرئيسي لنادي الجبلين. يتسع لـ 12,250 متفرج.

## المنشآت المتاحة
تعتبر المدينة الرياضية بحائل مجمع متكامل لكافة الأنشطة الرياضية؛ فقد تميز في إنسيابية الحركة والتنقل بين أرجاء المدينة الرياضية والمكونة من:
- صالة الألعاب الرياضية المغطاة وملحقاتها.
- مبنى بيوت الشباب والملحقات. يتسع 120 سرير.
- مبنى صالة السباحة المغطاة و الملحقات.
- ساحات الملاعب الخارجية المضـاءة.
- غرف بيع التــذاكر.
- مبنى المدرجات المكشوفة.
- مبنى المدرجــات المظللة والملحقات.
- ملعب كرة القدم العشبي ومضمار ألعاب القوي.
- الملعب الرديف (عشب صناعي).[2]